# 美国政治
美国的政治權力分立為總統、國會及聯邦法院三個機構，依據美國憲法共同擁有聯邦政府的權力。與此同時，聯邦政府與州政府共同擁有主權，各州下也有類似的權力分立制度。
美国两大政党分別是民主党和共和黨，兩党自美國內戰後一直主導及控制美國的政治。另外还有一些政治影响力较小的党派，包括自由意志黨等，但那些黨派未能在全國範圍中取得勝利，這在選舉人票中可以反映。
十八岁以上公民几乎均拥有选举权。在某些州裡，十八岁以上公民有罪犯记录的没有选举权（各州法律不同），首都華盛頓特區的五十万人有投票權，在美国国会擁有無投票權的三名眾議員。

## 立法
立法部分是美国宪法的第一部分，代表議會至上的精神。

### 國會
美国国会依据美国宪法成立，實行兩院制，分為參議院及眾議院。參議院任期六年，有100名成員，眾議院任期兩年，有435名成員及6名無投票權的代表，全部是民主黨和共和黨的成員，參議院中2名參議員屬無黨派，但加入民主黨黨團，眾議院有1名無投票權的代表屬無黨派。

### 州議會
與國會一樣，美國除內布拉斯加州實行一院制外，各州均實行兩院制，設州參議院及州眾議院，議員人數不一。

## 行政

### 联邦政府

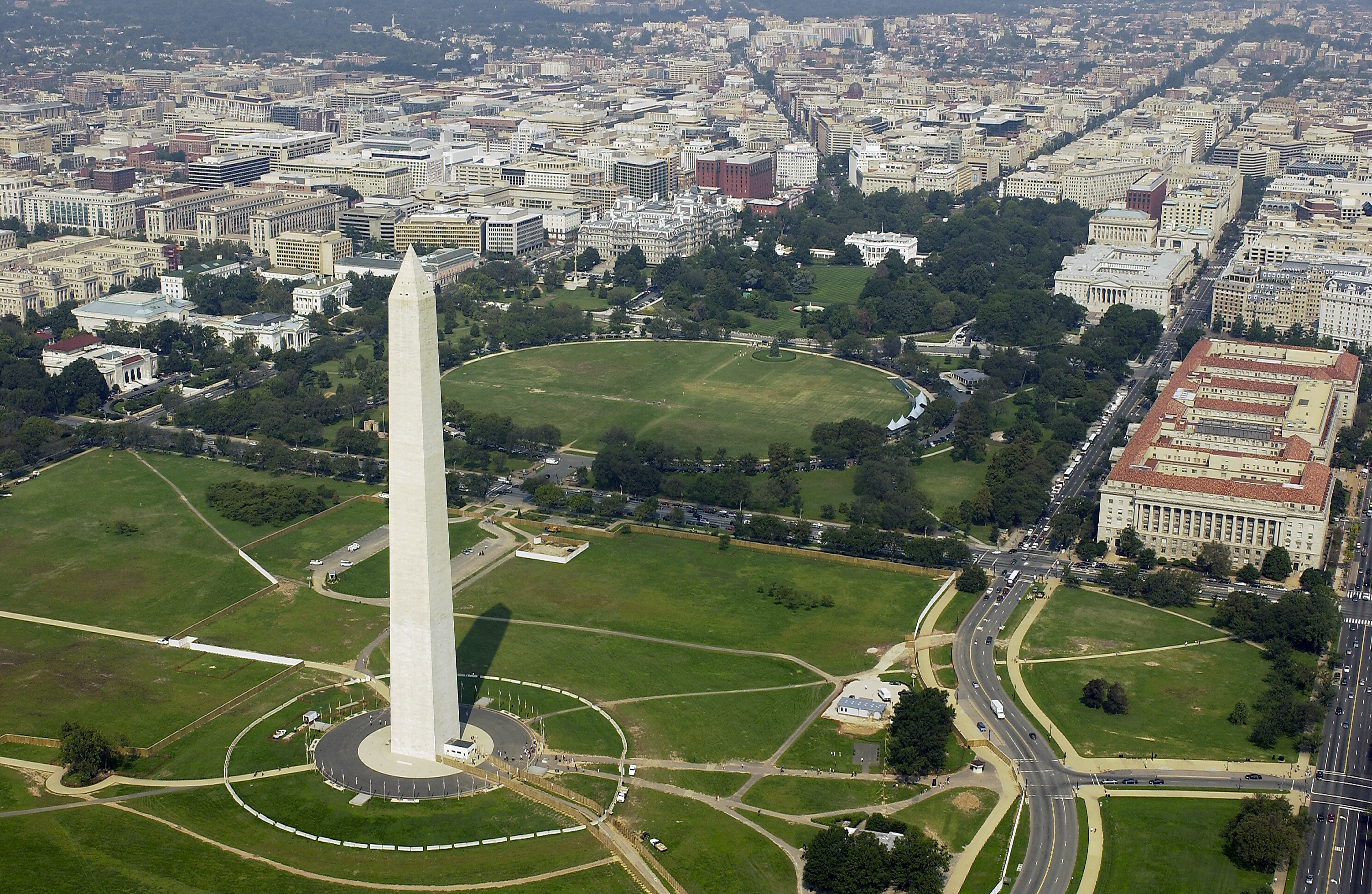
鸟瞰華盛頓特區，背后是白宫。

美國联邦政府依美国宪法而立，为政府系统行政之首脑，乃千万小单位堆积而成，有50州及華盛頓特區，其下乃管理县、市、区、镇、村之机构。联邦政府依据美国宪法成立，總統及副總統任期四年、可連任一次，由總統領導內閣。
美国政治尤其就国家层面上来说，最为紧要之处乃钱财，电视广告需要尤多。一般很難從民眾手中筹集資金，不過共和黨在這方面倒有一些成功的例子，如霍華德·迪恩在互聯網上的政治宣傳攻勢。受此情況所困，兩個黨派必須依賴富豪和一些機構的資助。歷史上來講，民主黨依賴工會募捐，共和黨依賴商業募捐。不過自從1984年以來，民主黨贏得的商業募捐已經超過工會募捐（但工會募捐仍遠高於共和黨），總募捐金額一直較共和黨多。這種嚴重依賴政治資助人的現象引起巨大爭議，也觸發議會頒佈了法律限制政治捐款對選舉活動的影響。不過反方引用美國憲法第一修正案來抨擊這些法律限制言論自由（美國各界經常運用美國憲法第一修正案反對某些法律約束言論自由，這個現象幾乎是美國所獨有的，最高法院亦多次裁定），批評其約束憲法賦予公民的權力。即使法律不會被推翻，也必須在兼顧第一修正案的情況下小心翼翼起草條文，結果造成管轄範圍與英国、法國或加拿大的相應法律相比十分有限。有些人指出，美國常見的政治籌款在其他國家或地區可被視為貪污賄賂。
這種現象要從美國政治的演變來理解。聯邦體系是美國社會進程的最後一步，在美國憲法確立之前，就已經有13個獨立的殖民地政府；在形成13殖民地之前，就已經有很多郡及下屬的行政單位。英國移民最早完成的任務之一就是在東海岸各個小殖民地建立起一系列行政機構。甚至在清教徒1620年下船登上美洲土地之前，就已經制定了《五月花號公約》，也就是第一部美國憲法。在西部開發的進程中，前哨地區也分別成立了各自的政府管轄地方事務。
美國憲法的起草者們對這種層層疊疊的龐大行政體系並沒有加以改動。他們一方面賦予國家層次的管理機構最高的權力，一方面又保留了能與地方人民直接接觸、直接滿足民眾需求的行政單位。所以如國防、貨幣和外交等職能只能由強有力的联邦政府來決定；但衛生、教育、地方交通等職能則由不同的地方機構負責管轄。

### 州政府

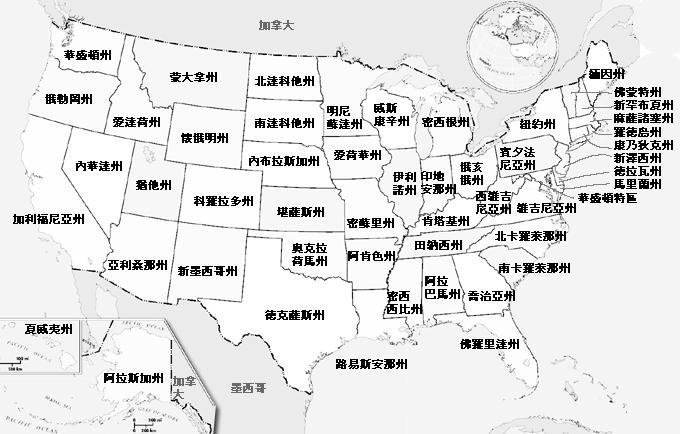
美國州政府

殖民地獨立之前，都是由英國君主管轄。在美國成立之後、憲法確立之前這段時間，各州實際上處在自治的狀態。所以在當時“費城制憲會議”上，各州的代表一邊決定成立一個強有力的聯邦機構，一邊又強調維護各州的權利。
總體上來講，完全限定在某一州境內的事務應完全由該州政府決定如何處理，包括州內傳媒、財產、工商業和公共基礎設施的管理、州刑法典、民眾工作條件等。聯邦政府要求州政府必須在形式上是共和制，州内法律絕對不允許違反聯邦憲法或國家層次上制定的法律和條約。
州際和聯邦行政上有很多重疊的地方。尤其是最近幾年，聯邦政府在健康、教育、福利、交通、房地產和城市發展等領域中也開始擴展自己的管轄範圍。不過一般這種情況都是在兩級政府自願合作的基礎上進行的，而非聯邦將意志強加在地方州政府頭上。
同國家機構一樣，州層次上也三權分立：行政、立法和司法，功能和管轄範疇都和國家層次上的對應機構大致相同。一個州的行政長官是“州長”（governor），由州內公民普選產生，通常是4年任期（有一些州是2年）。除内布拉斯加州僅有一個立法機構外，其他州全都分上下兩院。上院叫參議院（Senate），下院叫眾議院（House of Representatives、House of Delegates或General Assembly）。不過混亂的是，有的州把整個立法機構都稱作General Assembly，上下兩院都包括其中。大多數州內，參議員4年任期，下院議員是2年。
各州的州憲法雖在細節上有所不同，但總體上都和聯邦憲法是一致的，包括民權宣言、組織政府的計劃等。在商業、銀行、公共設施和慈善機構經營等領域内，“州憲法”通常要比聯邦憲法更加細緻明確，不過規定最終權力屬於人民，也會將一些特定的準則和原則定為建立政府的基礎。

### 市政府
美國已經從原來的農業社會發展到一個高度城市化的國家，80%左右的公民居住在城鎮或城郊中。所以市政府在美國行政體系中是非常重要的。市政府比州政府和聯邦政府更加直接貼近人民，管理一切與民眾生活息息相關的事務，如警務、消防、衛生、醫療健康、教育、公共交通和房地產等等。
大城市的管理極為複雜。僅從人口上來講，紐約市一個城市就要大於50個州中的41個州。經常有人說，除美國總統外，最艱難的行政職位就是紐約市市長。市鎮政府的職能由州憲章規定，但在很多領域中，城市獨立於州獨自運作。然而在大部分大城市內，因為居民眾多管理極其複雜，同州、聯邦組織合作也是非常有必要的。
市政府的類型全美各地都不同，不過都有一個中央政務委員會（公民投票選岀）、一位行政長官（帶領下屬部門的部長）管理城市事務。市政府大體上可以分成三種：“市長—議會制”、“委員會制”和“議會—經理制”。很多城市的政府都是這幾種制度混合而成的。
市長—議會制（Mayor-Council）：是美國最古老的市政府體制，一直到20世紀初期，幾乎所有的美國城市都是通過此方式管轄。結構和州、聯邦政府相仿，市長由民眾投票選出作為行政部門最高長官；負責立法的議會也是民眾選出，代表市内不同的區劃。市長指任市各部門的部長和其他官員，有的時候還需要議會通過。市長有權否決市法令，負責籌劃市運營的預算。議會則負責制定市法令，規定稅率，在不同部門分配資金。隨城市逐漸擴大，議會的席位也隨之添加。
委員會制（The Commission）：立法和行政機關合併在一起，人數通常三個以上，由全市居民投票選出。每一位委員監督下屬一或多個部門的經營管理情況。由一位委員擔任主席職位，通常也叫做市長，不過其實際權力和其他委員沒有區別。
議會—經理制（Council-Manager）：因為民選岀的官員不一定有專業的能力來處理城市中複雜多樣的問題，所以就僱用一位“經理”來解決這些事務。市經理必須擁有岀色的管理能力，能夠行使大部分行政權力，包括執法、分配撥款等等。
此體制正為越來越多的美國城市選用。民眾選舉岀一個小型議會，負責制定法律；同時僱用一位行政長官（即市經理）來管理城市事務。經理負責籌劃預算，監督大部分下屬部門。一般來說沒有任期限制，只要議會對其工作滿意，就可以一直幹下去。

### 縣政府

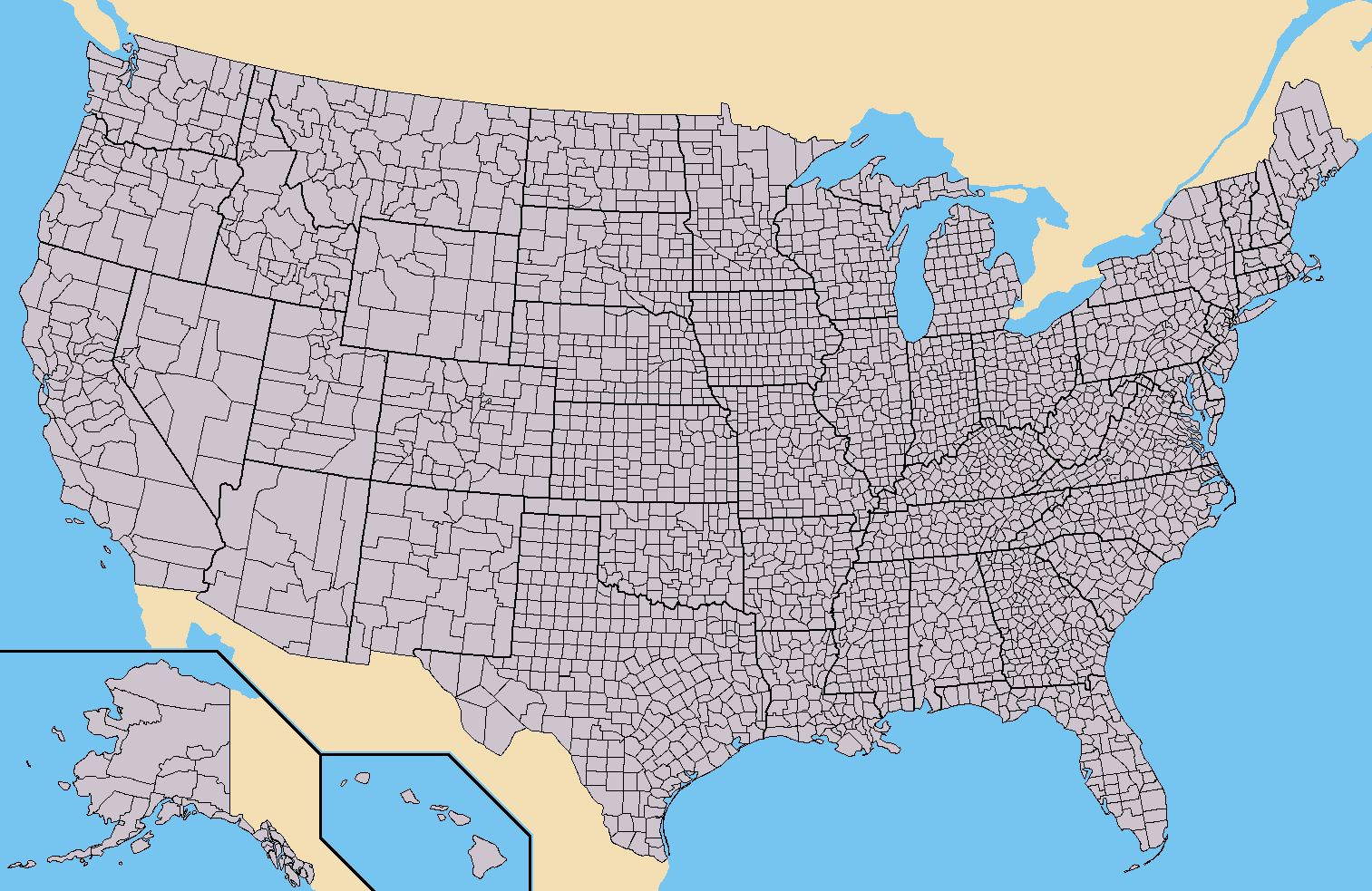
美国诸县（county）地图

美國行政區劃中的「縣」（county）是州的一個下屬區劃，經常（但不是絕對）涵蓋兩個以上的城鎮和一些鄉村。事實上，美國多數的“县”擁有比「市」更高的層級，不適合完全用中國的「縣」來相比，因此有些地方将County翻译成中文“郡”。紐約市是個明顯的例外，因地域太大，下屬又劃分了5個獨立的縣。另一個相反的例外是弗吉尼亞州的阿靈頓縣，它與華盛頓特區隔波托馬克河相望，县内城市和郊區並存，僅由一個單一的县政府管理，沒有下屬區劃。這種情況稱作“市縣聯合政府”（consolidated city-county government），也出現在美國其它一些較大城市中，如加州的舊金山市縣（City and County of San Francisco）和夏威夷州的檀香山市與县等地。
美國大多數縣内，通常會選某個城鎮作為縣政府所在地。小型的縣内，管委會（縣政委員組成）一般由此郡不分區選出，惟大一些的郡内，其官員分別代表不同的選區。委員會負責徵收稅務，借貸款項，規定郡公務員的工薪，監督選舉，建築道路橋梁，管理國家、州、縣的福利項目等等。而在新英格蘭地區的幾個州内，县僅僅代表地域區劃而已，並沒有任何政府管理職能。

### 村镇政府
村鎮政府僅負責修建道路，供給水源，執法消防，建立衛生設施，垃圾、污水處理，稅收等當地事務，同時也要與州、县政府合作，直接管理當地的教育體系。請注意在很多州内，“town”這個詞並不是特指“鎮”，僅僅是表達居住地的意思，非正式用語。另外在有一些州内，“town”就是“市鎮”的意思。也就是說“town”這個詞所涵蓋的行政概念，各州是不盡相同的。
政府事務由一個選舉岀的議會或委員會管理，具體名稱各種各樣。委員會可以設立主席職位，主席作為行政長官進行管理，或者也可以由民眾選舉出一個市長。地方公務員可以包括文職、司庫、警察、消防、衛生和福利官員等。

### 其它地方政府
以上涉及的各層政府並沒有涵蓋美國行政的方方面面。美國人口調查局（商務部的下屬）統計，全美有超過84955個地方政府單位。
美國成立初期，很多工作都是民眾自己進行的。隨著社會發展，很多任務也慢慢轉移到政府肩上，美國人也越來越依賴於政府的職能。殖民地時期，即使在大城市內警察和消防員也很罕見，政府不負責安裝路燈、清掃街道等工作。民眾都是各自為政，自我保護財產安全。
到了現代，這些工作一般都是政府的某些部門來處理。即使是在很小的村鎮，公安、消防、福利、衛生等事務也是由政府組織。因此造成美國國內各地的管轄權劃分极不统一。

## 司法
美國法院是美國政府的三大支柱。自建國以來，三權分立一直是美國的重要基石。法院在美國是政治權力的一部分，並具有相當大的影響力，甚至代替行政及立法的角色，處理行政（總統）及立法（國會）層面所不能解決的議題及危機。
在聯邦法律中的「美國法院」（Courts of the United States）一詞專指美國聯邦政府的聯邦法院，而並不包括各州法院，這是因為美國的聯邦制明確的將聯邦與各州政府的運作分隔，因此各州可以自由的選擇各式各樣的法院系統，而不需要與聯邦法院或其他州有著相同的系統。聯邦法院除了專門法院外可分為三級。所有的州法院都至少分為了兩級，而幾乎所有州與聯邦法院都有著「初審－上訴－終審」的三級系統。少數的州有兩個終審法院分別管理民事與刑事案件。
全美國98%的案件都是由各州的各級法院所審理。大部分的州將小型違規案件，例如交通違規，歸屬於擁有特別司法管轄權的法院；並將較嚴重的案件歸屬於擁有原屬司法管轄權的法院。美國聯邦法院審理兩個或以上的州之間的糾紛、違犯聯邦法律、國際條約、美國憲法、海洋商業法、破產法等有關案件。全美國內80%的案件為民事而20%為刑事案件。民事案件通常包括民權、專利權、以及社會安全保險，而刑事案件則包括逃漏稅務責任、搶劫、偽造文書、以及毒品案件。

## 政治文化

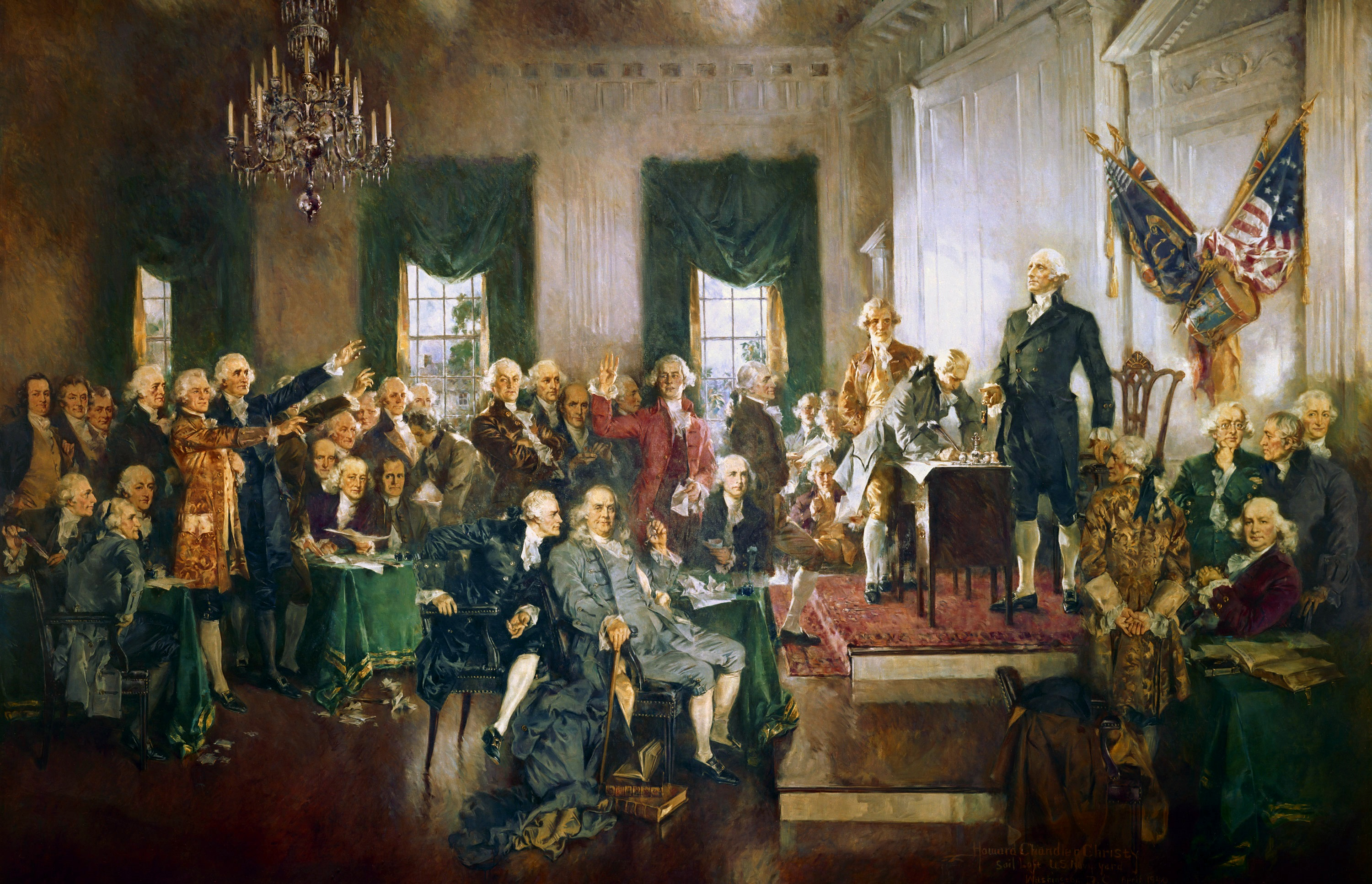
美利堅合眾國制憲會議的情景油畫

美國大多數公立學校會講授《獨立宣言》、《美國憲法》、《權利法案》以及美國開國元勳的文章，讓學生了解指導美國政治經濟社會的理念。核心内容有：
- 公民有責任去了解和支持政府，參與選舉，納稅以及服兵役等義務。
- 反對政治腐敗。
- 民主政府對公民負責，而公民可以借由選舉替換議員代表、总统。
- 法律之前人人平等。
- 宗教自由，政府不能支持或是偏向任何宗教。
- 言論自由，政府不能立法限制公民言論自由。

美國的公民和政黨經常出於對這些理念以及如何運用，因著不同理解而爭辯不休，同樣也有人會公開反對全部這些理念。
美國成立之初，經濟基本上都是私人經營組成，州政府將福利問題放給私人企業或地方機構去處理。美國政府很大程度上是支持私人自由競爭的，拒絕對公民進行大規模福利補貼，不過大蕭條的慘痛經歷對這兩种理念都造成了衝擊。結果是美國在意識形態上選擇了資本主義的道路，與歐洲的社會民主主義形成鮮明對比。
第一次世界大戰之前，美國的外交政策是孤立主義及門羅主義，避免捲入外國力量間的衝突。當地位躍至超級大國後，這種政策就被拋棄了，國際主義、新自由主義及新保守主義主導美國的外交政策，不論那一個政黨。在任總統和其智囊團的觀點很大程度上決定了美國的外交態度。

## 政党

2004年時的兩黨與中間派比率，可以見到民主黨是美國第一大政黨，但中間選民（無黨派）也有很大比例，可以決定政局。

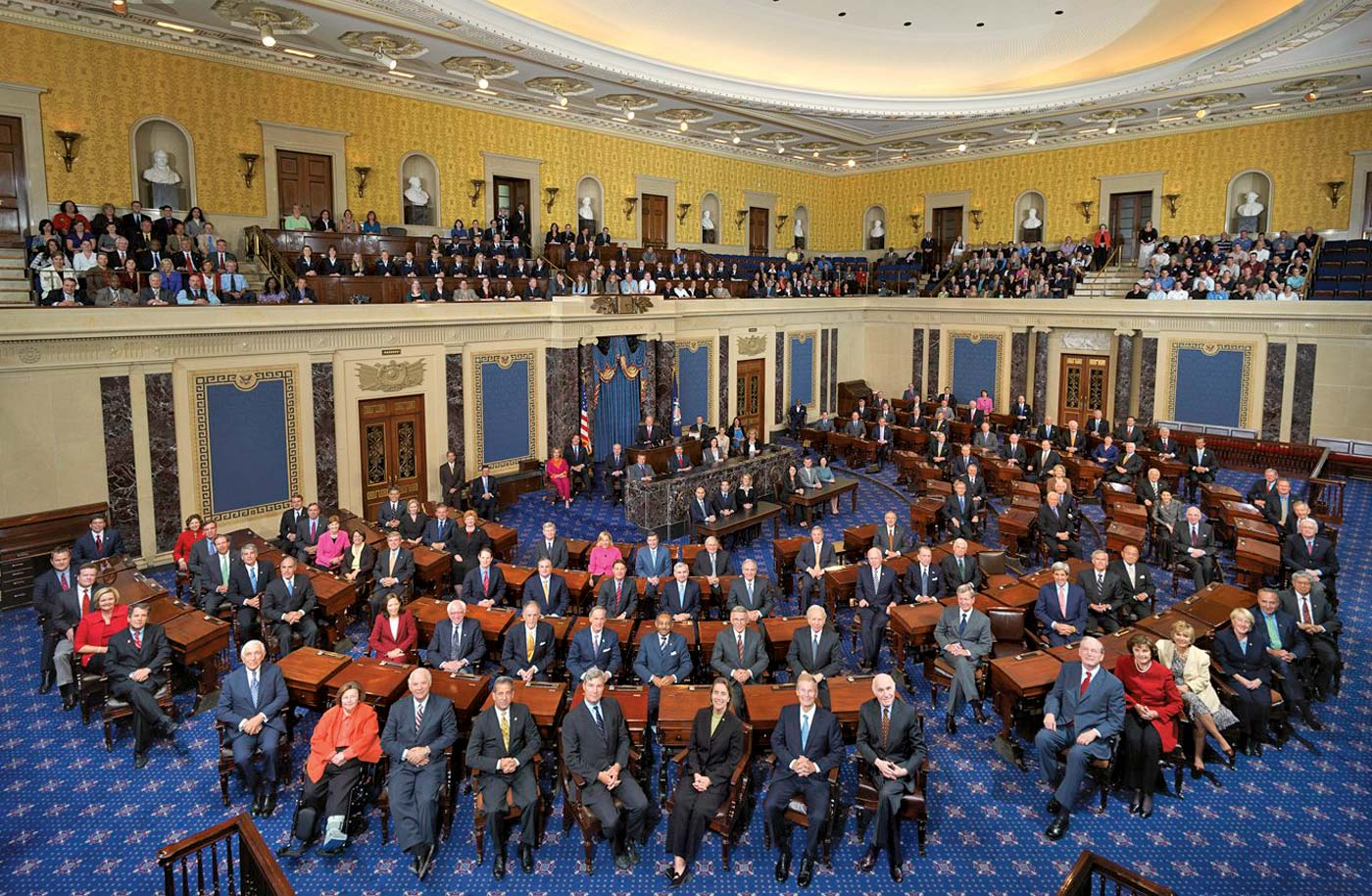
共100名议员的參議院

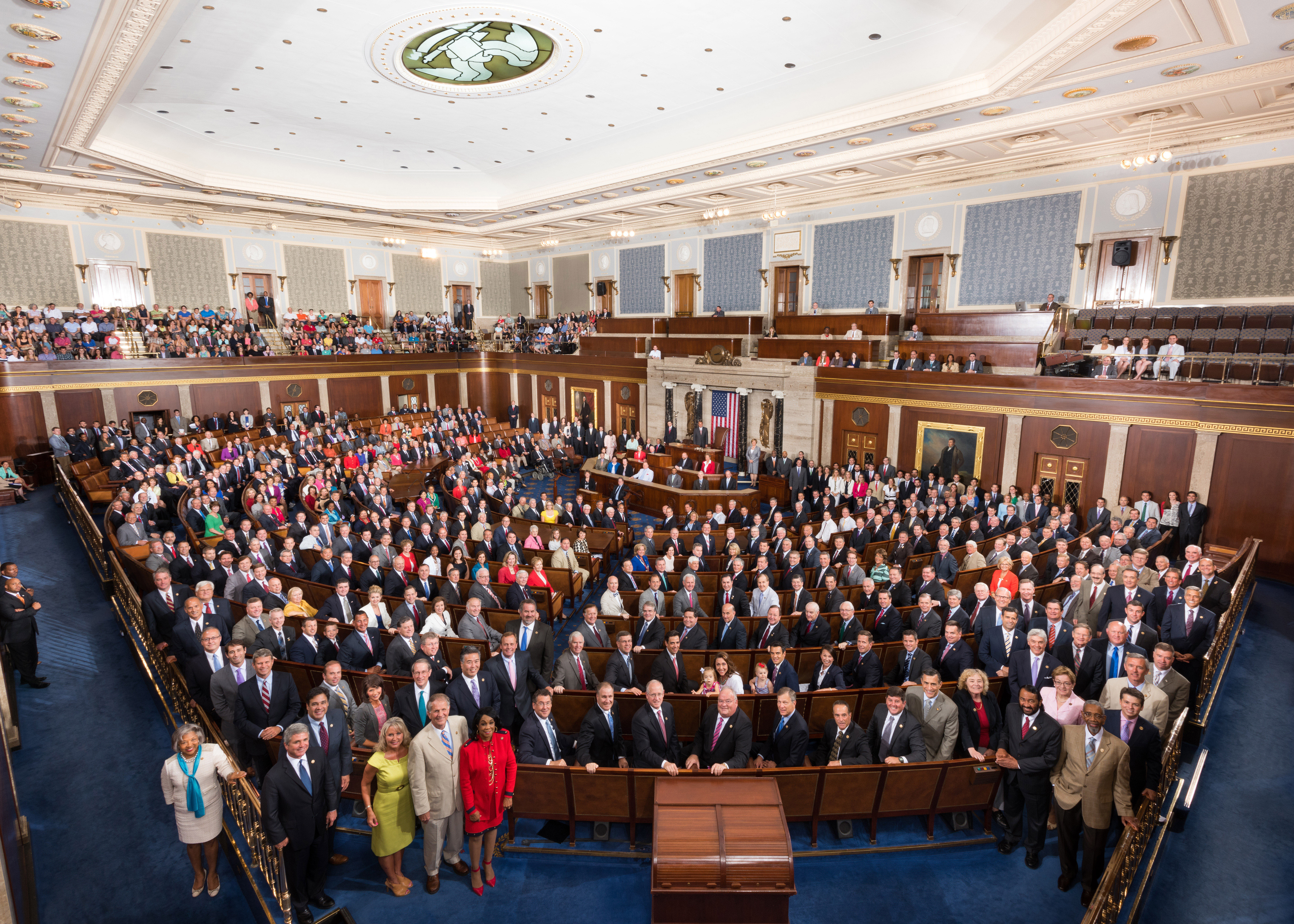
共435名议员的眾議院

很多美國制憲元勳當初都痛恨政黨這個理念，因為政黨更關心怎樣和對手競爭，而不是為國家着想。他們希望個體的公民能夠投票給個體的競選者，免受某些組織的影響，但歷史的發展卻完全沒有遵循他們的意志。到了18世紀90年代時，國内已經產生出了不同的治國理念，人們都在想方設法和自己政見相同的人聚集在一起來贏得更加廣泛的支持。亞歷山大·漢密爾頓的追隨者將自己稱作“聯邦黨”。這些人希望建立一個強大的中央政府，保障商業生産貿易的繁榮。而托馬斯·傑弗遜的追隨者稱自己為“民主共和黨”。他們支持建立一個非集權的農業共和國，聯邦政府僅擁有有限的權力。到1828年，聯邦黨作為一個組織已經消失，後為輝格黨所取代，此黨是因為反對安德魯·傑克遜而成立。
另一方面，“民主共和黨”變為現在的民主黨，由安德魯·傑克遜於1828年創立，此便產生了美國的兩黨爭霸現象，一直延續到了今天。因此美國儘管歷史不長，但其政黨的歷史卻很古老。
1850年代中，奴隷制成為美國政治舞台的中心問題，社會分歧很大，尤其是在關於西部新域是否應該允許奴隸制的問題上分裂更是極端尖銳。輝格黨採取了騎墻的態度，與民主黨一樣南北的議員對此的取態很大差異。結果導致直接滅亡，1854年被共和黨所取代。共和黨在當時的美國是十分成功和進步主義的政黨，當時的主要政策就是要限制美國國土上所有的奴隸制，這在當時政治議題上十分成功。六年後，亞伯拉罕·林肯贏得1860年大選，共和黨第一次登上了政治舞台的中心位置。當時的環境下，政黨的地位很高，是統治著全國的政制機構，因此黨派的理念就成為了大多數普通人日常生活的一部分。對某黨的忠誠由父輩傳給子輩，黨派活動（包括大型宣傳活動、正裝行進活動、火炬遊行等等）是很多社區群體社交生活的一部分。
然而到了1920年代，這種全民皆黨的熱鬧現象就已經很大程度上消失了。市鎮管理進行了改革，改善了行政機關的文職事務，通過了一系列反腐敗法案，為了抵消國家大會上政客的強大勢力，還建立了總統大選的初選制度。這些都有助於淨化了美國的政治環境，但同時也讓政治活動變得沉悶了許多。1980年代後，政黨惡鬥經常出現：民主黨指責共和黨煽動民粹主義，提倡小政府、向大企業減稅及全面市場經濟將讓美國帶入無可預期的險境中；共和黨指責民主黨提倡的多元文化主義及社會福利會讓美國破敗沒落，重蹈昔日歐洲覆轍，到時世界將無法抵擋邪惡勢力。政黨惡鬥成為常態後，政治鬥爭在華盛頓特區及各州也日趨激烈。而現在美國政黨生態中，民主黨是進步主義的政黨，共和黨是保守主義的政黨。
究竟為什麽兩黨制會在美國發展起來，主要有以下原因。大多數官員都是從單一代表制的地方區劃中選舉出來的，而這種制度叫做“最多票數當選法”（又稱“第一過杆制”），也就是說誰得到最多的選票就獲勝，並不按比例計算。這種制度對兩強爭霸的局面起到了推動作用：一家政黨執政，另一家在野；如果在野的黨派聯合起來，就有可能下次擊敗當前的執政黨。有的時候第三黨也會衝出來，贏得自己一席之地，並保持一段時間。近年來美國最成功的第三黨候選人是羅斯·佩羅的美國改革黨，1996年總統大選時曾贏得8%的選票。佩羅自己在1992年總統大選時贏得了19%的選票，不過當時改革黨還未成立。另一個表現不俗的小黨派是美國自由黨，目前在全國擁有超過400個選舉出的官職。傑西·文圖拉1998年當選明尼蘇達州州長，成為第一個贏得州层官職的改革黨人。其他還有兩位無黨派人士擁有州層官職：參議員詹姆斯·傑佛玆（James Jeffords）和眾議員伯尼·桑德斯，兩人都是佛蒙特州的（佛蒙特只有一個眾議院席位）。大多數小黨派生存很困難，因為兩個大黨經常採用這些小黨最受選民歡迎的某些主張，從而奪走小黨派的選民。
波多黎各有自己單獨的政黨，主要有波多黎各新進步黨、波多黎各人民民主黨和波多黎各獨立黨。

## 政党组织

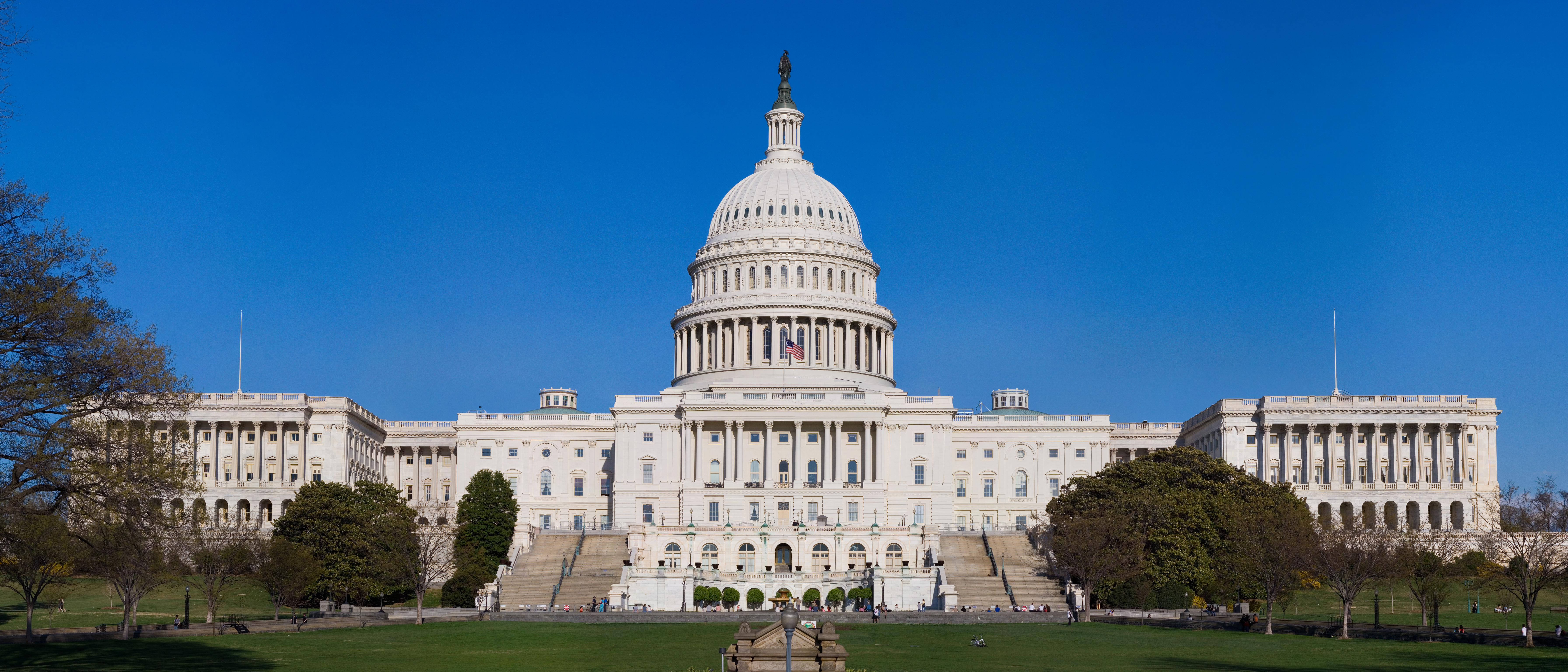
美國國會大廈

美國的政黨是屬於柔性政黨，與其他一些國家相比，美國的政黨內部組織非常鬆散，原則上是一部「選舉機器」（通過黨地方支部、委員會及議會黨），平時不發生太大功能，只有在各級選舉時才組織運作。尤其是兩個大黨在全國層次上根本沒有正式的組織來控管會員、活動、政策制定等事宜，由州層次的組織負責管理此類事務。所以如一個美國人說自己是民主黨或共和黨，這其中的意義和一個英國人說自己屬於工黨或保守黨等剛性政黨是有很大不同的。
美國選民可以自由註冊成為某個黨派的成員，可以自由投票給某個黨派，不過這些都無法限定選民的選擇，也不會帶給該選民針對該黨派任何特殊的權利或義務。選民可以今天參加一個當地的某黨會議，明天又參加另外一個黨的。同樣地，登記的選民也可以依法、依程序「隨時」變換政黨。
當某人決定競選時，他/她的黨派身份就變得正式起來。在大多數州内，這就意味著他/她想要獲得某個黨派的提名，並參加初選來競選某個職位。接下來各黨派内負責選舉的委員會就會選擇究竟同意哪一位候選人來獲得提名。不過最後的結果還是要參加初選的投票者來決定，而且想要知道誰會去投初選的票是非常困難的。
這種體制就造成美國各政黨内部的中央組織都十分軟弱，也幾乎沒有一個共同的意識形態指導，只有在一些大小問題上意見是相同的而已。只要某個人在初選中一旦勝出，無論他/她是否過河拆橋、是否突然變臉公開反對此黨派的政策，這個黨派也根本沒有辦法阻止其獲得正式黨員的身份，亦即不能「開除」其黨籍。
在聯邦層次上，兩個大黨都有自己的全國委員會，功能是籌款、組織宣傳活動，尤其是準備總統大選，掌握提名總統候選人及調撥競選資金的權力，兩黨的全國委員會主席（即其他國家的黨魁或黨主席）均並非政黨的最高領導人。委員會的成員構成都不同，但都主要由州層黨派的代表、附屬組織和其他黨派重要人士組成。不過全國委員會並沒有權力去指導黨派内個人的行動。
因此，雖然每個黨都有一個主席，但這個主席並不真正是此黨派的“領導”，一般也很難說誰掌握著美國政黨中的領導權。通常那些遊說其他會員追隨自己領導的人可以視作是黨派的領導。不過經常來講，官居高位的人是實際上的黨派領導人，比如美國總統、上下兩院的領袖等。而且說是“領導”，也要別人自願跟隨才可以，無法強求。
兩黨都有單獨的委員會負責選舉工作。最重要的委員會要算“國會山委員會”（Hill committees），負責選舉岀競逐國會的議員。
全國性質的大黨在五十個州都有自己的分部，根據各州法律不同隨之更換組織結構和工作職能。

## 政治利益集团
各個利益團體都分別支持能夠使自己獲利的政策。如商業組織希望減少稅收，限制雇員罷工的權利；工會則希望能夠制定工薪下限，保護勞資雙方的集體協定。其他的團體如教會或少數民族組織就更注重那些會影響其信仰、文化傳統等方面的政策。
近年來聲勢逐漸擴大的政治利益團體是政治行動委員會。由很多獨立的團體組織而成，通常在某個問題或一系列問題上有相同的意見，向國會或總統提供政治宣傳活動所需的資金。政治行動委員會在向聯邦候選人直接提供的資金數量上是有法規限制的。但並沒有法規約束其獨立宣傳自己的理念或宣傳某一位候選人。如今美國已有幾千個政治行動委員會組織。
隨著政治宣傳活動耗資越來越巨大，政治利益團體提供的贊助也越來越多。這種現象讓很多美國人感覺到，由於這些商業大集團或政治行動委員會財大氣粗，普通的公民想要抵抗其影響力是幾乎不可能的。

## 国际组织
下方是美國參與的國際組織：
- 亞洲太平洋經濟合作會議
- 亚洲开发银行
- 国际清算银行
- 欧洲理事会 (观察员)
- 欧洲粒子物理研究所 (观察员)
- 欧洲经济委员会
- 亚太经社会
- 粮农组织
- 八国集团
- G-10
- G20
- 国际原子能机构
- 国际复兴开发银行
- 国际民间航空组织
- 国际开发协会
- 国际金融公司
- 国际劳工组织
- 国际货币基金组织
- 国际海事组织
- Inmarsat
- 国际刑警组织
- 国际奥林匹克委员会
- 国际标准化组织
- 国际电信联盟
- NAM (guest)
- 北大西洋公约组织
- 美洲国家组织
- 经济合作与发展组织
- OSCE
- 联合国
- 联合国系统
  - 联合国安全理事会
  - 联合国难民事务高级专员
  - 联合国工业发展组织
  - 联合国大学
- 万国邮政联盟
- 世界卫生组织
- WIPO
- 世界气象组织
- 世界贸易组织